# Szkítizmus
A szkítizmus magyarországi nacionalista eredetmítosz és ideológia, melynek középkori gyökerei vannak. Célja a hajdani szkíták és a magyar nép rokonítása volt. A szittya rokonságelmélet a középkori krónikák és a 19. századi nacionalista diskurzus terméke, amely a magyar identitás megerősítésére irányult. A tudományos közösség azonban már a 19.századtól kezdve kritikusan viszonyult ezekhez az elméletekhez, hangsúlyozva a megbízható tudományos bizonyítékok hiányát. 
A középkori krónikák, mint például Anonymus "Gesta Hungarorum" című munkája, a magyarok származását a hunokkal és szkítákkal való rokonságra vezetik vissza. Ezek a krónikák a magyarok ősi és dicső múltját hangsúlyozzák, és a szkíta-hun örökséget emelik ki, amely a nemzeti identitás szempontjából kulcsfontosságú volt. A krónikákban található történetek és mítoszok a magyarok hősiességét és eredetét igyekeztek megerősíteni, ami később a 19. századi nacionalista közbeszédben is megjelent.
A 19. században a magyar nemzeti identitás megerősítése érdekében számos tudós és író foglalkozott a magyarok eredetével. Ekkoriban a szkíta rokonságelmélet népszerűvé vált, amely a magyarokat a szkíták leszármazottaiként tüntette fel. Bakay Kornél munkássága is ebbe a keretbe illeszkedik, aki a magyar őstörténet kutatásában a szkíta-hun hagyományokat hangsúlyozta, és kritikusan viszonyult a finnugor elméletekhez. Bakay szerint a finnugor elméletet politikai okokból terjesztették, hogy elvonják a figyelmet a magyarok dicső és hősi ősmúltjáról. A 21.században Obrusánszky Borbála mongol-történész is szeretné újra feleleveníteni a szkíta-magyar néprokonság elméletét, melynek érdekében számos könyvet is írt.
A szkíta rokonságelmélet aspektusai a 20. században is folytatódtak, annak ellenére is amikor már a tudományos közösség és a tudományos konszenzus elutasította ezeket az elméleteket, mivel azok nem támaszkodtak megbízható tudományos bizonyítékokra. A kritikák középpontjában állt, hogy a szkíta-hun rokonságot nem lehet tudományos alapossággal alátámasztani, és hogy a magyar nyelv finnugor eredete egyértelműen bizonyított.

## Politikai hatásai a középkorban és kora újkorban

### A jobbágy státusz és a szolga sors igazolása
A mítoszt későbbi írók is felhasználták, leginkább Werbőczy István főbíró és jogtudós, aki a magyar nemesség dicsőítésére használta a magyar szokásjog nagy hatású gyűjteményében, a Tripartitumban (1514-ben készült el, először 1517-ben jelent meg). Werbőczy szerint a magyarok, mint Hunor és Magor leszármazottai, „szkíta” eredetűek voltak, és „szkíta” jog alá tartoztak. „A magyarok erkölcsi értékeiket és szokásaikat a 'szkítáktól' örökölték, akik egykor még Dareioszt és Nagy Sándort is legyőzték. Igazi hivatásuk a harc volt, ez volt az egyetlen olyan tevékenység, amely elég nemes volt számukra.” Elvileg a szkíta nemesek szabadok és "egyenjogúak" voltak; a parasztok azoknak a leszármazottai, akiket a csatában tanúsított gyávaság miatt ítéltek el, és akiknek büntetése kivégzésből társadalmi rangjuk elvesztésére változott, és így ők és utódaik szolgaságra kárhoztattak. Werbőczy tehát a vélt szkíta rokonságot és különösen pedig a Hunor és Magor mítoszt használta fel a magyarországi jobbágy státusz, tehát az öröklődő szolgasors igazolására.
A magyar nemesek vélték, joguk van uralkodni alattvalóikon anélkül, hogy bármilyen kötelezettséggel tartoznának. Emellett rendkívüli tisztelettel viseltettek a hagyományok iránt, és megszületett bennük a korai „nemzeti öntudat” egy formája. A nemesség ideológiája túlértékelte mindazt, ami régi volt, vagy amiről úgy gondolták, hogy az, és minden ami új, különös vagy szokatlan  iránt averzióval vagy akár ellenségeskedéssel közelített.

### Földnélküli szegény kisnemesek vigasza
A reneszánsz időszaka Magyarországon nemcsak a művészetek és tudományok fellendülését hozta magával, hanem a birtokos középnemesség és főként a főnemesség körében is jelentős változásokat eredményezett a tudás és műveltség értékelésében főként a 16.századtól kezdődően. A magyar módosabb nemesek, akik a reneszánsz eszméit magukévá tették, egyre inkább a tanulásra és a műveltségre helyezték a hangsúlyt, mint a társadalmi státusz és a presztízs fontos mércéjére.
A klasszikus "ókori tudományok", a történelem, a nyelvek (latin és magyar nyelvű írás és olvasás) és a filozófia iránti érdeklődést ösztönözték. A birtokos nemesek számára a tanulás már nem csupán a tudás megszerzését jelentette, hanem a társadalmi elvárásoknak való megfelelést is, tehát a nemesi identitás szerves részévé vált, részben pedig egyre inkább társadalmi vezető szerepük egyféle igazolásává fejlődött a tanulatlan "egyszerű nép" felett.
Azonban volt a köznemességnek egy alsóbb jóval szélesebb paraszti sorsú szegény rétege is "hétszilvafás nemesek", akiknek dolgozniuk kellett a puszta megélhetésért. Birtokok híján nem tellett iskoláztatásra, sem házitanítókra, és jórészt analfabéták voltak. A főnemesek és a birtokos köznemesség világa gazdagsággal és pompával volt jellemezhető. Szebb váraik és kúriáik, valamint gazdagabb és kifinomultabb életstílusuk a társadalom elitjének privilégiumait hirdették. Ellentét figyelhető meg a hétszilvafás nemesek valamint a főnemesek, és a birtokos köznemesség között. E két  csoport közötti kontraszt nem csupán anyagi, hanem kulturális és életstílusbeli különbségekben is megnyilvánult, amelyek jelentősen hozzájárultak a nemességen belüli szociális feszültségek fokozódásához.

Ez a szegényebb nemesség hajlamos volt történelmi fikciókban gondolkodni és illúziókat dédelgetni.
Engel Pál, a neves medievalista szerint a paraszti sorsú nemesség örömmel hallott a „szkíta” értékekről, az egyszerűségről és szegénységről, mert úgy vélték, saját erényeikre és igénytelenebb anyagi körülményeikre ismernek rá bennük. A legszegényebb nemesség körében különösen népszerűvé válhatott a harci egyszerűség eszméje, hiszen ez egyféle "erényt faragott" a nyomorukból és írástudatlanságukból.